# Leucitit

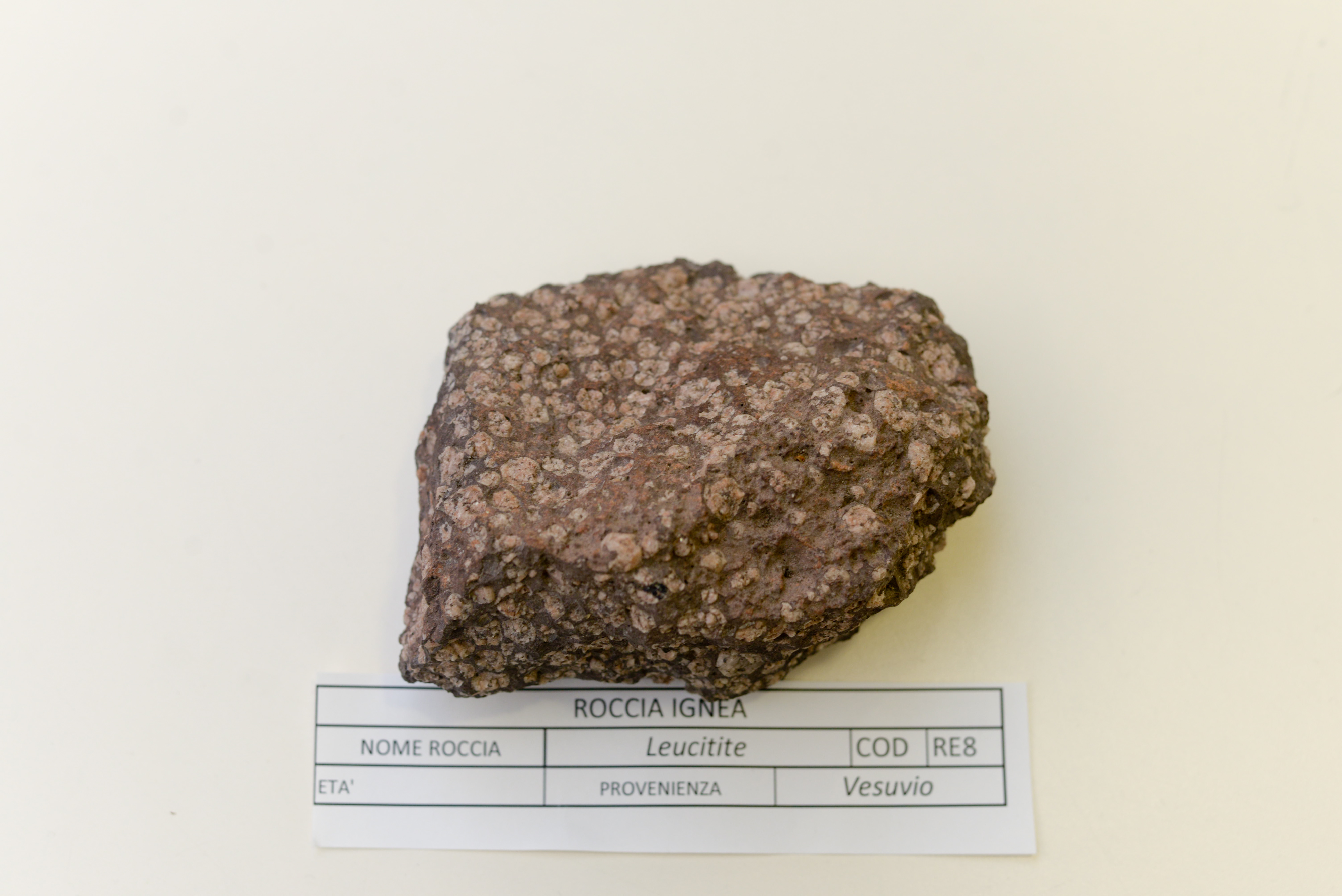
Leucitit-Probe vom Vesuv (Italien)

Leucitit ist ein vulkanisches Gestein (Vulkanit). Es gehört zu den Foiditen, und besteht zu großen Teilen aus Leucit (K[AlSi2O6]), verschiedenen Klinopyroxenen und dunklen Olivinen ((Mg,Fe)2[SiO4]). Als weitere, felsische Gemengteile können auch Nephelin und/oder Vertreter der Sodalithgruppe Sodalith, Haüyn und Nosean auftreten, die jedoch mengenmäßig hinter Leucit zurücktreten. Sinkt der Anteil von Leucit (bzw. an der Gesamtheit der Foidminerale) an den felsischen Bestandteilen unter 90 %, wird von einem tephritischen bzw. phonolithischen Leucitit gesprochen, bei weniger als 60 % wird die Bezeichnung nach dem Foidmineral aufgegeben (vgl. hierzu die Einteilung im Streckeisendiagramm).   
Leucitit ist ein Beispiel für ein Siliciumdioxid-untersättigtes vulkanisches Gestein (vgl. Siliciumsättigung). Er entsteht in einer an Kieselsäure untersättigten vulkanischen Schmelze, angereichert an Kalium.  

## Eigenschaften
Leucitit ist grau bis dunkelgrau, je nach Anteil der eingesprengten Kristalle. Er besitzt ein häufig porphyrisches Gefüge mit gut ausgebildeten hellen Kristallen in Form von Ikositetraedern (früher auch Leucitoeder genannt) des Leucits und dunklen orthorhombischen Kristallen des Olivins, die in einer feinkörnigen Grundmasse eingebettet sind. Besonders in subvulkanischer Ausbildung kann Leucitit aber auch gleichmäßig feinkörnig sein, die Leucitkristalle sind mit abnehmender Größe mitunter weniger kantenscharf ausgebildet.
Bautechnisch wird Leucitit für Fußböden und Treppenstufen verwendet.

## Vorkommen
Da es sich um ein Vulkangestein handelt, sind die Vorkommen auch vulkannah einzuordnen, die häufig einem anorogenen Intraplattenvulkanismus zuzurechnen sind. In Deutschland kann Leucitit zum Beispiel in der Eifel bei Mayen und Hillesheim, selten im Vogelsberg, im übrigen Europa in der italienischen Landschaft Tuszien bei der Stadt Vallerano und in Tschechien in der Gegend um Valeč v Čechách gefunden werden. Ein wichtiges Vorkommen in Europa bildet auch das mittelitalienische Vulkangebiet mit dem Vesuv.